# Castell de Voltrera
El Castell de Voltrera és un edifici del municipi d'Abrera. És una obra declarada bé cultural d'interès nacional.

## Descripció
El castell de Voltrera d'Abrera són unes restes de murs, encara notables, amb la capella romànica de Sant Pere molt a prop, també en ruïnes. Aquesta és la part més antiga del castell, datada vers el segle xi. La resta ha estat molt modificada i reconstruïda en època moderna, quan n'eren senyors els Despalau i Amat. La resta de murs, que conformen una planta aproximadament triangular, delimiten diverses estances, molt enrunades, amb les parets bastides amb petits còdols i reble a les parts baixes i tàpia a les altes. La capella és a la banda occidental, fora del recinte però adossada a aquest, fent muralla. És una petita construcció característica del primer romànic. Té una nau amb un absis semicircular i en els murs laterals, molt a prop de l'absis, hi ha excavades a la paret dues absidioles. Al parament exterior té ornamentació llombarda però només a la façana de tramuntana. Tocant a la capella hi ha un arc de pas força colgat que podria ser del segle xvi.

## Història
Aquest castell va pertànyer a la baronia de Castellví de Rosanes. El terme de Voltrera és esmentat des del 996, però el castell no és documentat fins al 1027; llavors n'era el senyor Ramon Guillem de Voltrera, que el posseïa com a feu del seu germà, el senyor de Castellví. En fer testament el 1058 Ramon Guillem deixà el castell al seu fill Arbert. Després fou senyor del castell Pere de Voltrera, fill de Guillem Ramon I de Castellví que l'hi havia deixat en el seu testament el 1110, tot consignant-hi que volia que fos clergue. A la generació següent, el castell revertí de nou al llinatge troncal, ja que el senyor de Castellví, Guillem Ramon III, en testar el 1176 el deixà al seu fill Gombau. El llinatge posseïdor de la baronia s'esgota per línia masculina i passa per matrimoni als Montcada. Des del segle xvi s'anomena castell de Vilalba. Acabada la guerra de Successió els senyors que hi havien viscut per motius de seguretat, abandonen el castell per viure a la casa Vilalba, al peu d'aquest.